# John Downman

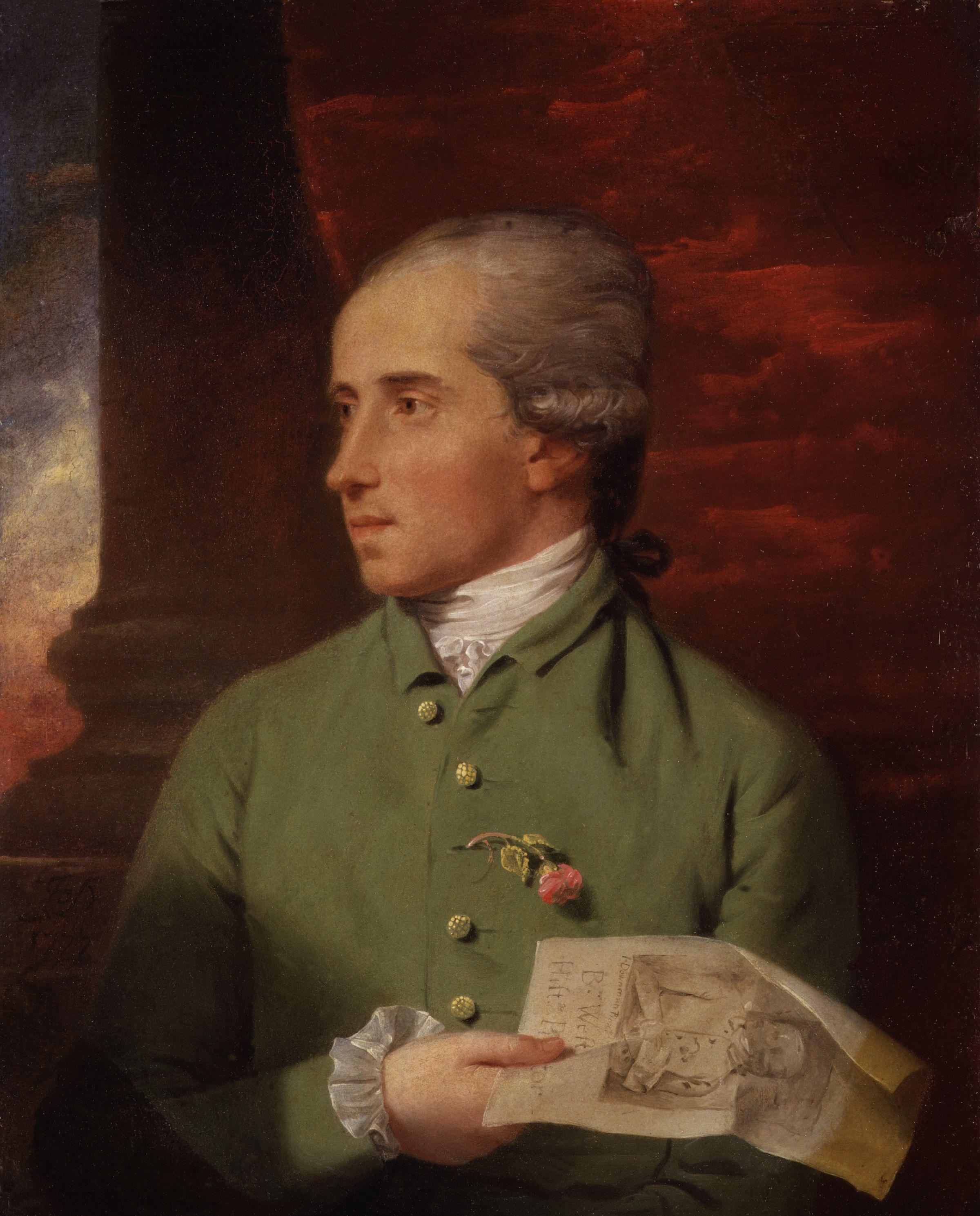
Benjamin West, porträtterad av John Downman.

John Downman, född 1750 i Ruabon, död 12 december 1824, var en engelsk målare.
Downman, som var elev till Benjamin West, målade många historiebilder (mest i Wests maner), illustrerade böcker med mera, men verkade främst som porträttmålare. Han åtnjöt högt anseende i samtiden. Hans för hertigen av Richmond utförda svit av målade porträtt av adelsdamer och skådespelerskor utkom 1785 i reproduktion (crayonstick i färgtryck av Bartolozzi och hans elever). I Downmans bevarade skissböcker finns mängder av akvarellerade blyerts-, kol- och kritstudier med porträtt, särskilt av kvinnor och barn.